# Ненаписане (Доктор Хаус)
Ненаписане (англ. Unwritten) - третя серія сьомого сезону американського серіалу «Доктор Хаус». Прем'єра епізоду проходила на каналі FOX 4 жовтня 2010 року. Хаус лікує письменницю, що страждає від сильного болю і мало не здійснила самогубство.

## Сюжет
Коли Аліса Таннер (Емі Ірвінг), автор популярної серії дитячих книг, "Джек Кеннон —хлопчик детектив", нез'ясовно страждає від нападу під час спроби здійснення самогубства, команда Принстон-Плейнсборо стикається з проблемами оцінки її медичного стану, а також її нестабільного психологічного стану. Через спробу самогубства, Хаус може тримати Алісу в лікарні під психіатричним наглядом протягом 72 годин. Але Аліса відмовляється від співпраці і заважає команді діагностувати її, поки не скінчиться термін перебування в лікарні. У той же час, Хаус веде Кадді на подвійне побачення з Вілсоном і його подругою Сем.
Коли команда намагається зробити Алісі МРТ, сильним магнітним полем з її ноги вириваються три металеві гвинти, про які вона не повідомила. Вона стверджує, що вони у неї після катання на лижах. Хаус особливо мотивований вилікувати Алісу, так як він фанат її книг, і переконаний, що ключ до розгадки таємниці стану Аліси лежить на сторінках її останнього роману. Він бере стрічку від друкарської машинки Аліси і разом з Сем перепрограмовує апарат МРТ, щоб мати можливість прочитати знаки на друкарській машинці в стрічці, таким чином Хаусу вдається роздрукувати рукопис книги.
Він підозрює, що симптоми наставника Джека Кеннона, Гелен Резерфорд, про які Аліса пише про в своїй книзі, насправді є симптомами самої авторки. Коли вони додають до ексудативного перикардиту Аліси, її напади і змочення ліжка, описані в книзі симптоми болю в суглобах, втоми, чутливість до світла і депресію, вони отримують вовчак. Хаусу не подобається цей діагноз, як цей стан не виліковний, і він думає, що якщо позбавить Алісу болю, вона продовжить писати, але він все одно замовляє тест.
Пізніше, він підозрює, що гвинтові імплантати були насправді від автомобільної аварії, і що ремінь безпеки пошкодив щитоподібну залозу Аліси, спричинивши її симптоми, але незабаром її паралізує. Тауб припускає посттравматичну сирінгомієлію, яка росла протягом багатьох років, він натискає на її спину, і симптоми зникають. Команда не може знайти її старі медичні записи, тому Кадді підозрює, що Аліса Таннер лише псевдонім письменниці.
Хаус дізнається її справжнє ім'я — Гелен, а книги вона пише про свого сина, який помер в автокатастрофі під час сильного дощу, коли вона пустила його за кермо, і вона досі не може це забути. Гелен відмовляється від лікування, поки Хаус не бреше і каже їй, що хлопчик помер від аневризми головного мозку, що стала причиною аварії. Після одужання Аліса вирішує припинити писати серію книг, тому що цей розділ її життя завершився. Хаус вимагає, щоб вона принаймні, написала нове закінчення для останньої книги з більшою кількістю відповідей, ніж вона написала в рукописі. Гелен відмовляється і Хаус починає розповідати їй правду про її сина, але бачить Кадді в дверях і замість цього говорить: “Вашому сину ... дуже пощастило, що ви його мати”.

## Цікавинки
Хаус боїться, що його відносини з Кадді приречені на невдачу, тому що у них немає ніяких спільних інтересів, крім роботи. Кадді проявляє інтерес до книг Аліси, але Хаус говорить, що знає, що вона бреше. Кадді потім каже Хаусу, що вона не переймається тим, що вони не мають нічого спільного, так як спільність це нудно. Вона думає, що вони роблять один одного кращими людьми, і цього достатньо.